# ゴジラ・メガムリオン
座標: 北緯16度30分0秒 東経139度25分0秒 / 北緯16.50000度 東経139.41667度
ゴジラ・メガムリオン（Godzilla Megamullion）もしくはゴジラ・ムリオン（Godzilla Mullion）は、沖ノ鳥島南東約600キロメートルの公海の海底に存在するドーム状の高まりである。名称は日本の怪獣映画『ゴジラ』にちなむ。周辺一帯をゴジラメガムリオン地形区（ゴジラメガムリオンちけいく）と称する。世界に分布するメガムリオンの中で、名称が国際的に登録された世界初のものである。

## 概要
沖ノ鳥島と北マリアナ諸島のほぼ中間に位置するゴジラ・メガムリオンは、2001年（平成13年）、日本の大陸棚確定のための海底調査により発見された。メガムリオン（megamullion）は「巨大なムリオン（"Mullion"＝「方立」）を意味する言葉であり、「メガムリオン地形」とは地下のマントルが露出して固まったものと考えられる岩塊がドーム状をなしている地形を指している。海洋コアコンプレックスとも呼ばれ、表面に海底の拡大方向にコルゲーションと呼ばれる平行な畝（うね）構造をともない、かんらん岩や斑れい岩などから構成されている。また、玄武岩の散在も確認されている。
ゴジラ・メガムリオンは、フィリピン海プレートにあるパレスベラ海盆（Parece Vela Basin）に位置する。その大きさは縦125キロメートル、幅55キロメートル、最深部との高低差4キロメートルであり、マントルが露出したドーム状の岩塊としては世界最大である。その面積は東京都のおよそ3倍に達する。その巨大さはあたかも海底の巨大怪獣のようだとして、怪獣「ゴジラ」に由来して命名され、確認されている14の丘についても、頭や尾などの名称が付されている。ゴジラ・メガムリオンは生成から1000万年以上経っており、泥をかぶった状態にある。
海上保安庁によれば、2021年（令和3年）、日本が提案した「ゴジラメガムリオン地形区」が、国際水路機関（IHO）とユネスコの政府間海洋学委員会（IOC）が共同で設置する「海底地形名小委員会（SCUFN）」 において承認された。世界の海底地形の名称を標準化するための国際会議は3度にわたってオンラインで開催された。日本ではすでに「ゴジラ」の名称を付して呼んでいたが、この国際承認によりIHO/IOCの海底地形名集に掲載され、今後は地図・海図や論文などで公式に使用することが認められる。ゴジラメガムリオン地形区では、数十回におよぶ海上保安庁海洋情報部や金属鉱物資源機構などによる調査航海がなされており、数十か所において高密度サンプリングが達成されて、フィリピン海プレートの組成や構造について一定の研究成果を得ている。2023年（令和5年）2月にはゴジラの各部位に対応する海底地形名称14件が追加で承認された。